# Abdera (cité)
Pour l’article homonyme, voir Abdera pour l'insecte.
Abdera est une ancienne cité portuaire fondée par les Phéniciens sur la côte sud de l'Espagne, entre Malaka (aujourd'hui Malaga) et Qart Hadasht (aujourd'hui Carthagène), dans le secteur habité par les Bastules. À l'époque romaine, la cité devient un municipe.
Aujourd'hui, il s'agit de la ville d'Adra.